# Santiago Lachiguiri
Santiago Lachiguiri là một đô thị thuộc bang Oaxaca, México. Năm 2005, dân số của đô thị này là 4361 người.